# 奧斯汀 (專輯)
《Austin》是美國饒舌歌手兼歌手波茲·馬龍的第五張錄音室專輯。它於2023年7月28日通過聯眾唱片和水星唱片發行。五天後發行了專輯的附贈版，其中包含一首新曲目。制作由馬龍本人、安德鲁·瓦特、路易斯貝爾、馬克斯馬丁和拉米·雅各布負責。這是一张合成器流行、獨立流行和另類搖滾專輯，也是馬龍第一張不客串任何人的專輯。 